# Medusagyne oppositifolia
Medusagyne oppositifolia är en tvåhjärtbladig växtart som beskrevs av John Gilbert Baker. Medusagyne oppositifolia ingår i släktet Medusagyne och familjen Ochnaceae. Inga underarter finns listade i Catalogue of Life.

## Bildgalleri

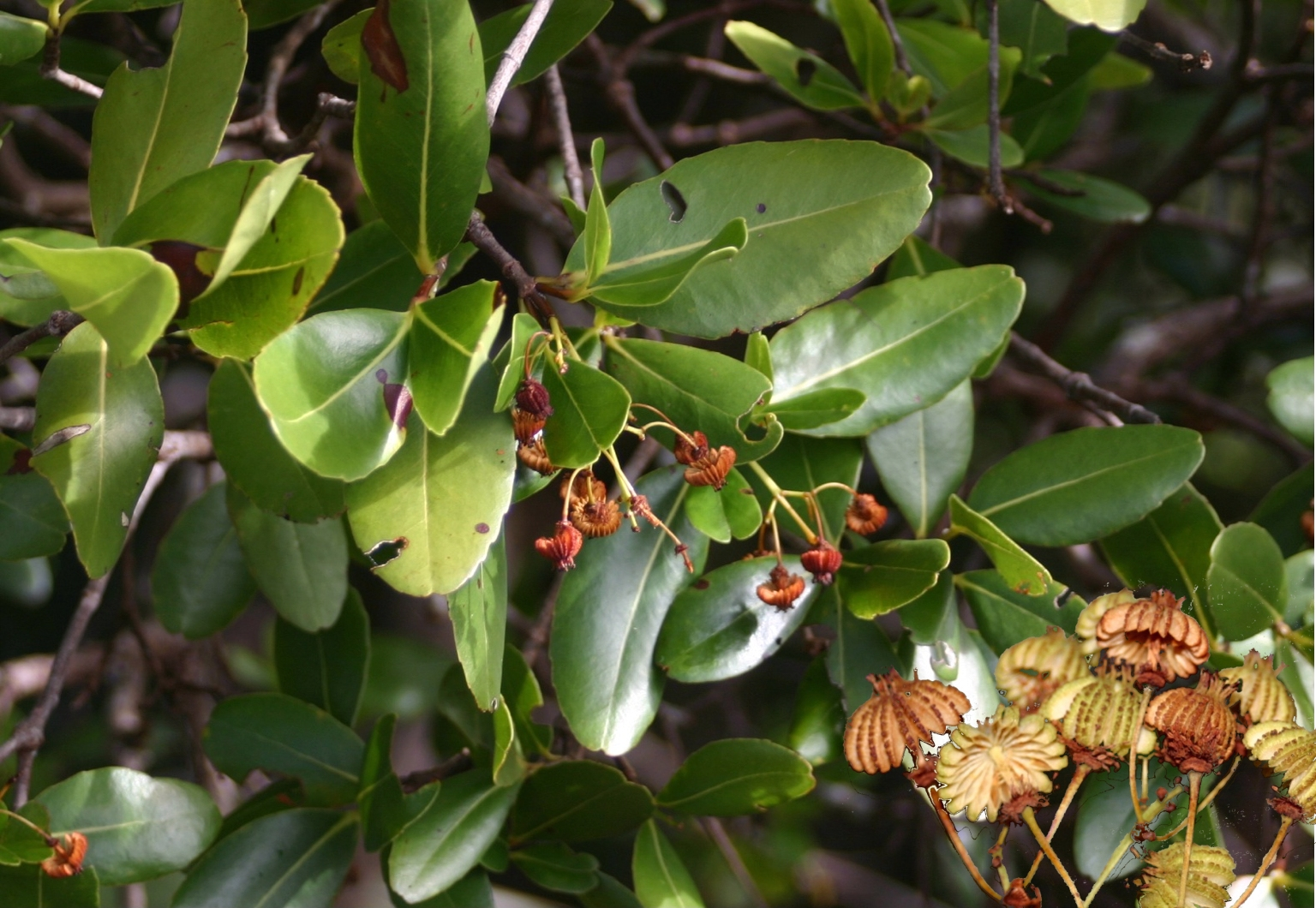
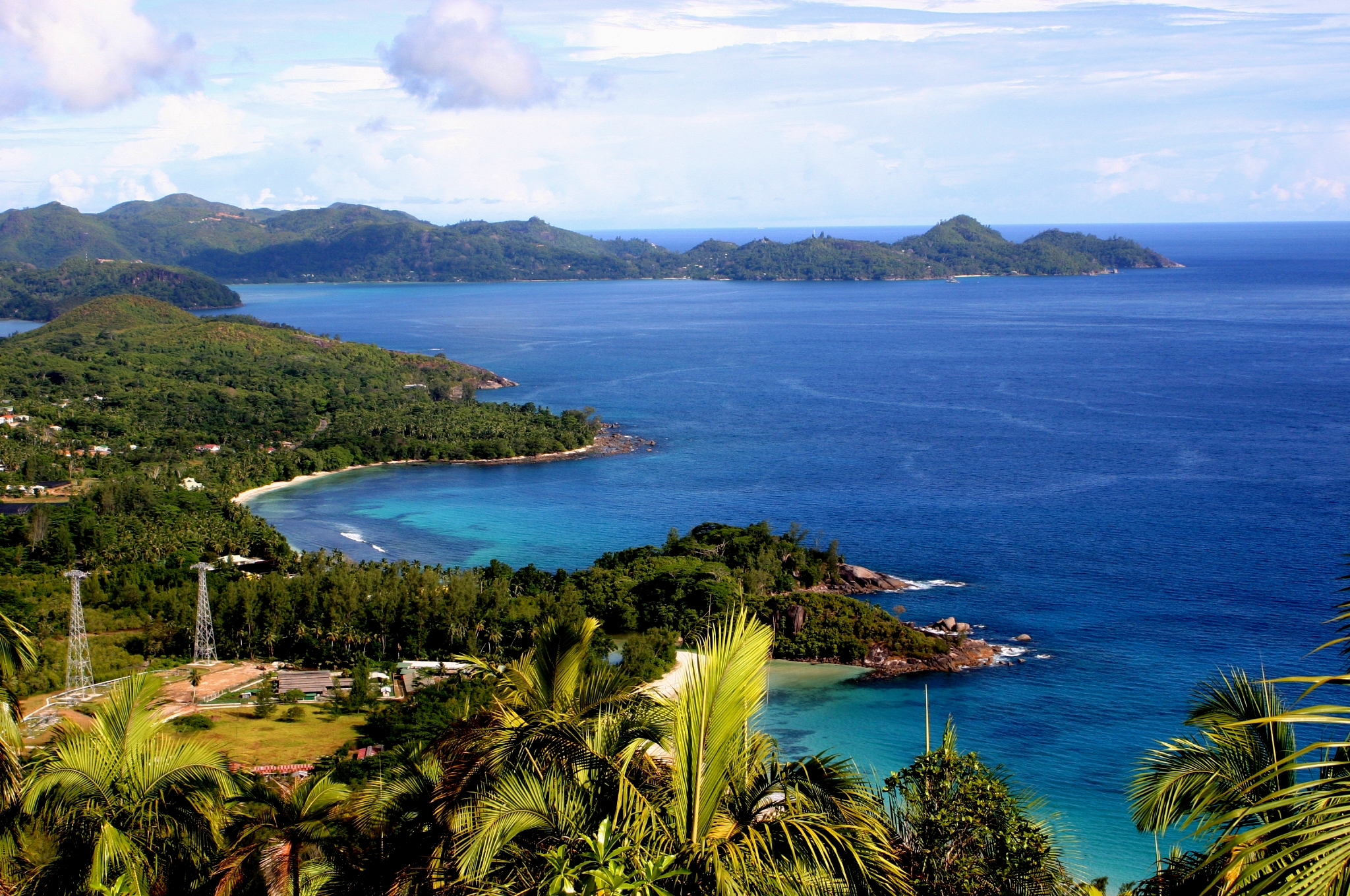
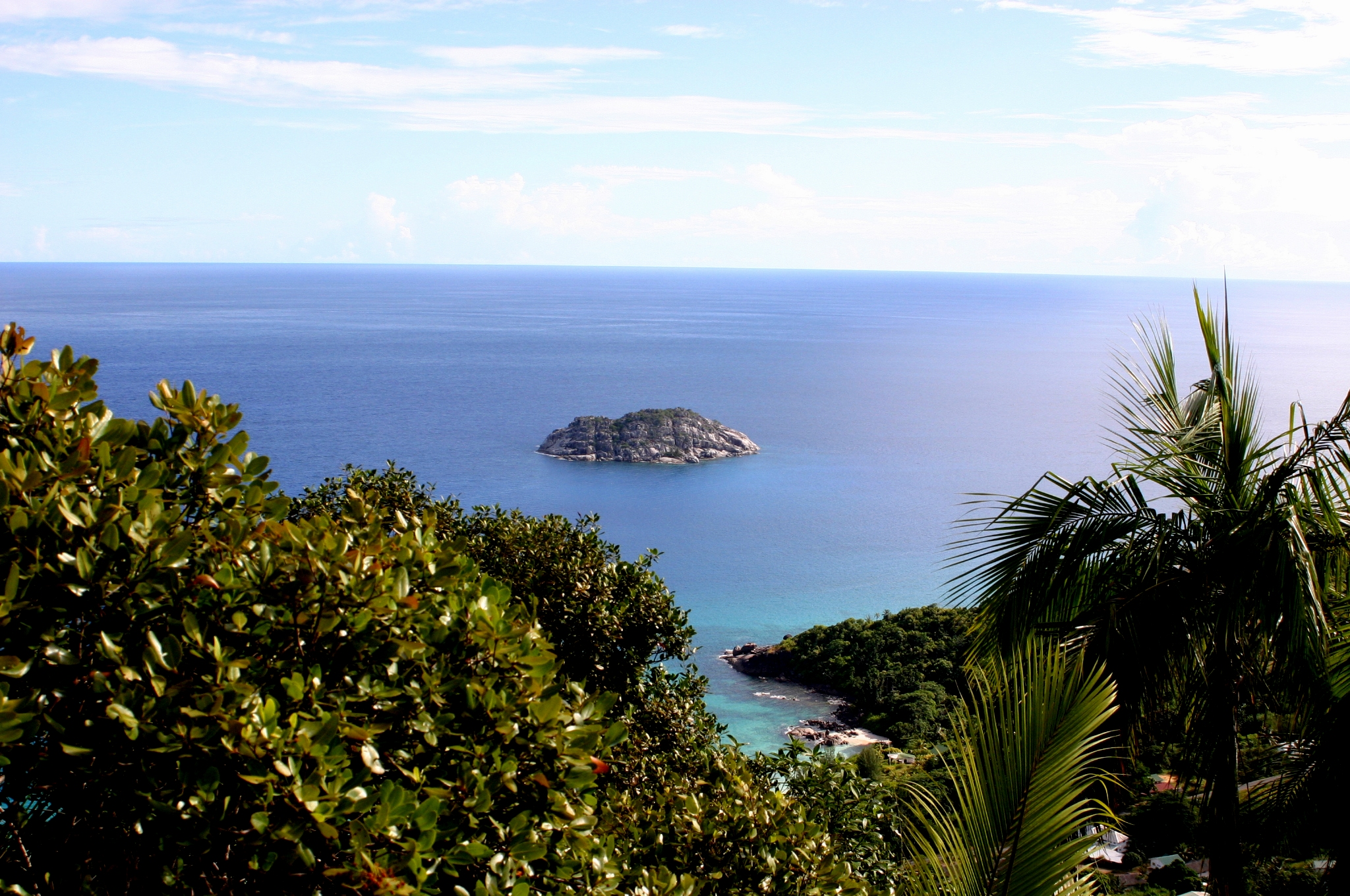